# 여수삼일중학교
여수삼일중학교(麗水三一中學校)는 대한민국 전라남도 여수시 소라면 죽림리에 있는 공립 중학교이다.

## 학교 연혁
- 1953년 6월 10일 : 삼일중학교 개교
- 1953년 6월 20일 : 초대 이윤조 교장 부임
- 2012년 3월 5일 : 여수삼일중학교 교명 변경(이설·개교)
- 2023년 9월 1일 : 제28대 박민순 교장 부임
- 2025년 2월 7일 : 여수삼일중학교 제72회 172명 졸업(총 13,924명 배출)

## 참고 자료
- 여수삼일중학교 - 한국교육학술정보원 학교알리미